# Attilio Ferraris
Attilio Ferraris (født 26. marts 1904 i Rom, død 8. maj 1947 i Montecatini Terme) var en italiensk fodboldspiller, der blev verdensmester med Italiens landshold ved VM i 1934 på hjemmebane. 
Ferraris, der var forsvarsspiller, begyndte sin karriere i 1922 i Fortitudo Roma, og spillede senere for klubber som AS Roma (1927-1934), SS Lazio, AS Bari og Calcio Catania. Han spillede 254 kampe og scorede to mål i de ti sæsoner, han spillede i Serie A.
Han debuterede for det italienske landshold i 1926 og var med på holdet ved OL 1928 i Amsterdam, dog uden at spille, da Italien vandt bronze.
Ferraris spillede en række kampe i den mellemeuropæiske internationale turnering, som Italien vandt i første udgave (1927-1930). Han var også med ved VM i 1934 på hjemmebane og spillede her i de tre afgørende kampe: Kvartfinalesejren over Spanien (1-0), semifinalesejren over Østrig (1-0) og finalen mod Tjekkoslovakiet, som Italien vandt 2-1 og dermed blev verdensmestre. Han spillede yderligere nogle venskabskampe og nåede op på i alt 28 landskampe i perioden 1926-1935.
Ferraris var i øvrigt kendt for sit vilde liv, der involverede hasardspil, ligesom han var kæderyger og ret dameglad. Han døde som blot 43-årig af et hjerteslag under en oldboyskamp.